# SRAP
SRAP (z ang. Sequence-related amplified polymorphism - powiązany z sekwencją amplifikowany polimorfizm)  - technika molekularna wykorzystująca PCR, polega na wykrywaniu zmian w otwartych ramkach odczytu (ORF), w związku z czym celuje w funkcjonalne geny. Ten system markerów został po raz pierwszy użyty i zademonstrowany przez Li i Quiros w 2001 roku.

## Startery
W tej technice wykorzystuje się dwa rodzaje starterów:
- Forward- po sekwencji „wypełniającej” następuje sekwencja CCGG
- Revers - po sekwencji „wypełniającej” następuje sekwencja AATT

Obydwa startery mają długość 17 lub 18 nukleotydów. Składają się z sekwencji rdzeniowej o długości 13 lub 14 nukleotydów z czego pierwsze 10 lub 11 od końca 5' nie posiada określonej konstrukcji, nazywamy te fragmenty sekwencją wypełniającą. Od końca 3' występują trzy selektywne nukleotydy.

## Procedura
Podobnie jak w przypadku techniki PCR w pierwszej kolejności przeprowadza się izolację DNA. Kolejnym etapem jest przygotowanie mieszaniny reakcyjnej, której przykład zamieszczony jest w tabeli:
| Odczynniki | Objętość (µl) | Ilość w mieszaninie |
| ---------- | ------------- | ------------------- |
| DNA        | 3             | 60 ng               |
| H2O        | 2,2           | -                   |
| Master Mix | 6             | 1x                  |
| Starter F  | 0,4           | 4 ng                |
| Starter R  | 0,4           | 4 ng                |

Po sporządzeniu mieszaniny przeprowadza się w termocyklerze reakcję SRAP-PCR. Przykładową reakcję przedstawia tabela:
| Etap                | Temperatura | Czas   | ilość cykli |
| ------------------- | ----------- | ------ | ----------- |
| Wstępna denaturacja | 94 °C       | 3 min. | 1x          |
| Denaturacja         | 94 °C       | 1 min. | 5x          |
| Annealing           | 35 °C       | 1 min. | 5x          |
| Elongacja           | 72 °C       | 1 min. | 1x          |
| Denaturacja         | 94 °C       | 1 min. | 36x         |
| Annealing           | 50 °C       | 1 min. | 36x         |
| Elongacja           | 72 °C       | 1 min. | 1x          |
| Końcowa elongacja   | 72 °C       | 7 min. | 1x          |

W celu wizualizacji produktów reakcji i identyfikacji ewentualnych polimorfizmów przeprowadza się elektroforezę.

## Zastosowanie SRAP
SRAP-PCR jest techniką stosowaną w genetyce roślin uprawnych, do:
- charakteryzowania plazmy zarodkowej;
- identyfikacji odmian;
- mapowania molekularnego;
- klonowania genów roślin uprawnych;
- wykrywania zamian w ORF[2].

## Zalety SRAP
Do głównych zalet techniki SRAP-PCR można zaliczyć:
- małej ilość matrycowego DNA, niezbędna do przeprowadzenia reakcji;
- dobry poziom wykrywania polimorfizmu u wielu gatunków roślin;
- możliwość wykrywania markerów bez wcześniejszej wiedzy o sekwencji genomu;
- technika stosunkowo tania do wykonania;
- nie wymaga specjalistycznej aparatury[2].